# 長崎県道48号木坂佐賀線
長崎県道48号木坂佐賀線（ながさきけんどう48ごう きさかさかせん）は、長崎県対馬市を通る県道（主要地方道）である。

## 概要
対馬市峰町木坂から対馬市峰町佐賀に至る。

### 路線データ
- 起点：長崎県対馬市峰町木坂（木坂港）
- 終点：長崎県対馬市峰町佐賀（長崎県道39号上対馬豊玉線交点）
- 総延長：10.2km

## 歴史
- 1993年（平成5年）5月11日 - 建設省から、県道木坂佐賀線が木坂佐賀線として主要地方道に指定される[1]。

## 路線状況

### 重複区間
- 国道382号（対馬市峰町三根 地内）

### 道路施設

#### トンネル
起点から
- 木坂隧道：延長160 m、1968年（昭和43年）竣工、対馬市
- 新佐賀トンネル：延長257 m、1993年（平成5年）竣工、対馬市

## 地理

### 通過する自治体
- 対馬市

### 交差する道路
| 交差する道路             | 交差する場所 | 交差する場所 |
| ------------------------ | ------------ | ------------ |
| 国道382号 重複区間起点   | 峰町三根     |              |
| 国道382号 重複区間終点   | 峰町三根     |              |
| 長崎県道39号上対馬豊玉線 | 峰町佐賀     | 終点         |

### 沿線
- 対馬市立西小学校
- 峯郵便局